# Lodovico Martelli
 (février 2022).
Lodovico Martelli (né le 31 mars 1500 à Florence - mort entre 1527 et 1528) est un poète italien de la Renaissance.

## Biographie
Lodovico Martelli naquit à Florence le 31 mars 1500, d’une famille noble. Il prit part à la querelle que Gian Giorgio Trissino excita par sa proposition d’introduire deux nouvelles lettres dans l’alphabet. Quelque temps après, il fut appelé à la cour de Ferrante Sanseverino, prince de Salerne. Lodovico Martelli mourut en 1527, à l’âge de 28 ans, avant d’avoir terminé sa tragédie de Tullia. Cette pièce, malgré ses défauts, est mise par les critiques italiens au premier rang de celles qui signalent la renaissance de l’art dramatique. (Voy. L’Hist. littèr. d’Italie, par Ginguené, t. 6, p. 64). Les œuvres poétiques (Rime) de Martelli ont été recueillies et publiées à Rome en 1533, in-8°. Cette édition est très-rare. Celle de Florence, 1548, in-8°, contient la traduction du quatrième livre de l’Énéide, qu’on ne trouve pas dans la précédente.